# 武茂
武茂（？年—291年），字季夏，西晉沛國竹邑（今安徽宿州市北）人。曹魏衛尉武周之子。

## 生平
武茂以德素稱，名聲亞於其兄武陔，歷任上洛太守、散騎常侍、侍中、尚書。司馬懿外孫荀愷欲與武茂結交，武茂拒而不答。
元康元年（291年），賈南風密謀誅除楊駿，當時有宮中發生事變的傳聞，洛陽宮南門雲龍門封閉，楊駿召集眾官到府第商議，但楊駿最終未能決定有作何行動。侍中傅祗於是自請與尚書武茂入宮察看情形，作揖而走，其餘一眾官員亦離開，武茂還坐在那裡。傅祗回過頭對他說：“你難道不是天子的臣下嗎？如今內外隔絕，不知道天子所在，你怎麼還能坐得住呢？”武茂於是驚覺而起。當晚楊駿就被誅殺。荀愷當時為僕射，因武茂是杨骏的姨表弟，他就汙衊武茂為楊駿的同黨，於是武茂被殺害。眾人知道其清正方直受冤而感到痛惜。傅祗為他申明，後追贈光祿勳。

## 家庭

### 父
- 武周，字伯南，曹魏衛尉。

### 兄
- 武陔，字元夏，西晉開府儀同三司。
- 武韶，字叔夏，西晉散騎常侍。

### 姐
- 武氏，刘芬妻

## 評價
- 劉昶：叔夏、季夏不減常伯、納言也。